# Jesse Branson
Herman Jesse Branson (Burlington, Carolina del Norte, 7 de enero de 1942-Gibsonville, Carolina del Norte, 2 de noviembre de 2014) fue un baloncestista estadounidense que disputó  una temporada en la NBA, otra en la CBA y una tercera en la ABA. Con 2,00 metros de altura, lo hacía en la posición de alero.

## Trayectoria deportiva

### Universidad
Jugó durante cuatro temporadas con los Phoenix de la Universidad de Elon, en las que promedió 20,1 puntos y 14,9 rebotes por partido. Fue el primer jugador de Elon en pasar de los 2000 puntos anotados, manteniendo hoy en día los récords históricos de la universidad, además de en anotación (2.241), en rebotes (1.969) y en anotación en una temporada (26,9 puntos por partido). Fue elegido en sus cuatro temporadas en el mejor quinteto de la Conference Carolinas y en las dos últimas también en el mejor equipo de la NAIA. En su temporada sénior fue también elegido mejor jugador de su conferencia.

### Profesional
Fue elegido en la decimosexta posición del Draft de la NBA de 1965 por Philadelphia 76ers, donde su entrenador, Dolph Schayes, sólo lo alineó en 5 partidos, en los que apenas pudo promediar 1,0 puntos y 1,8 rebotes. Tras ser despedido, terminó la temporada con los Trenton Colonials de la CBA, donde tuvo alguna oportunidad más de juego, promediando 7,8 puntos y 8m3 rebotes en los 22 partidos que disputó.
Al año siguiente fichó por los New Orleans Buccaneers de la ABA, donde jugaría su mejor temporada como profesional, promediando 13,9 puntos y 6,9 rebotes por partido, en la que iba a ser su última campaña como jugador.

## Estadísticas de su carrera en la ABA y la NBA

### Temporada regular
| Temp.   | Edad | Equipo       | Liga  | P  | TIT | MIN  | TC  | TCA  | %TC  | 3P  | 3PA | %3P  | TL  | TLA | %TL  | R.OF. | R.DEF. | REB | ASIS | ROB | TAP | PER | FP  | PTS  |
| 1965-66 | 24   | Philadelphia | NBA   | 5  |     | 2.8  | 0.2 | 1.2  | .167 |     |     |      | 0.6 | 0.8 | .750 |       |        | 1.8 | 0.2  |     |     |     | 0.8 | 1.0  |
| 1967-68 | 26   | N. Orleans   | ABA   | 78 |     | 24.3 | 4.8 | 11.2 | .429 | 0.0 | 0.1 | .222 | 4.3 | 6.1 | .702 |       |        | 6.9 | 0.9  |     |     | 1.5 | 3.2 | 13.9 |
| Total   |      |              | TOTAL | 83 |     | 23.0 | 4.5 | 10.6 | .427 | 0.0 | 0.1 | .222 | 4.0 | 5.7 | .702 |       |        | 6.6 | 0.8  |     |     | 1.5 | 3.0 | 13.1 |
|         |      |              | ABA   | 78 |     | 24.3 | 4.8 | 11.2 | .429 | 0.0 | 0.1 | .222 | 4.3 | 6.1 | .702 |       |        | 6.9 | 0.9  |     |     | 1.5 | 3.2 | 13.9 |
|         |      |              | NBA   | 5  |     | 2.8  | 0.2 | 1.2  | .167 |     |     |      | 0.6 | 0.8 | .750 |       |        | 1.8 | 0.2  |     |     |     | 0.8 | 1.0  |

### Playoffs
| Temp.   | Edad | Equipo    | Liga | P  | MIN | TCA | TC  | 3PA | 3P | TLA | TL | R.OF. | REB | ASIS | ROB | TAP | PER | FP | PTS | %TC  | %3P  | %FT  | MIN  | PTS  | REB | AST |
| 1967-68 | 26   | N.Orleans | ABA  | 17 | 402 | 61  | 155 | 0   | 3  | 71  | 87 |       | 102 | 20   |     |     | 31  | 62 | 193 | .394 | .000 | .816 | 23.6 | 11.4 | 6.0 | 1.2 |
| Total   |      |           | ABA  | 17 | 402 | 61  | 155 | 0   | 3  | 71  | 87 |       | 102 | 20   |     |     | 31  | 62 | 193 | .394 | .000 | .816 | 23.6 | 11.4 | 6.0 | 1.2 |